# Параклис
Параклис (греч. Παράκλησις — «усердная молитва, утешение») — молитва в православии, которая возносится к Пресвятой Богородице при всякой духовной скорби. «Параклисом» также называется небольшая часовня или особый придел храма в честь Похвалы Пресвятой Богородицы, а также богослужение в честь Богородицы, совершаемое в субботу 5-й недели Великого поста, называемой ещё «Субботой Акафиста».